# Сосницький краєзнавчий музей ім. Ю. С. Виноградського
Сосницький краєзнавчий музей ім. Ю. С. Виноградського — районний краєзнавчий музей у смт. Сосниця Чернігівської області.

## Історія

### Заснування
Засновником був місцевий уроженець, юрист Ю. С. Виноградський, який імовірно в тому числі і через походження вирішив змінити галузь та зайнятись науковою діяльністю. Після початку Першої світової війни він за сімейними обставинами був змушений залишити Варшаву та повернувся назад до Чернігівської губернії. Хоча в столиці губернії він ще деякий час продовжував працювати юристом, але ще до війни він автивно цікавився історією (зокрема його встигли обрати членом товариства історії, філології та права при Варшавському університеті). В Чернігові ж провідним центром історичних досліджень була Чернігівська губернська вчена архівна комісія, членом якої його невдовзі й обрали. Згодом він очолив Товариство охорони пам'яток старовини та мистецтва, а коли в березні 1919 р. у складі Чернігівського губвідділу народної освіти був утворений Комітет з охорони пам'яток мистецтва і старовини він став його першим головою. За його згадками він мав повернутись до Сосниці тільки на час відрядження, проте вирішив залишитись там назавжди:
|  | Вследствие телеграммы Сосницкого Унаробраза за №806 я по Постановлению коллегии Губнаробраза от 16 марта с.г. был командирован в Сосницу для музейной работы, а также для исследования и охраны памятников старины и искусств в Сосницком уезде с предоставлением мне права подобного же рода работы в Борзнянском, Кролевецком и других уездах Черниговской губернии. |

Сам музей був відкритий 1 липня 1920 року рішенням повітового комітету. Напочатку він був історико-археологічним, а з 1947 року став краєзнавчим.

### Подальша історія
В роки німецької окупації будинок був реквізований, а всі колекції винесені. Проте засновнику вдалось зберегти більшу частину фондів музею, через що після війни він був нагороджений медаллю «За доблесну працю у Великій Вітчизняній війні 1941—1945 рр.».
В 1954 р. до музею надійшли фонди закритого тоді Новгород-Сіверського краєзнавчого музею.
В 1957-59 рр. на базі музею була створена філія — Сосницький літературно-меморіальний музей О. П. Довженка. Остання в 1969 р. була передана у відання Чернігівського історичного музею, а з 1992 р. стала самостійним музеєм обласного підпорядкування.

## Фонди
На сьогодні музей має 2 відділи які розміщені в 6 залах.
Відділ природи побудований на матеріалах, що характеризують особливості геологічної будови краю, рельєфу, ґрунту, рослинного та тваринного світу Сосниччини. А також розміщений в трьох залах відділ історії.
Зал археології представлений експонатами з часів палеоліту і закінчуючи XIII ст. Зокрема рештки тварин антропогенового періоду та знахідки зі стоянок та городищ Сосниччини. Середих окрасою колекції стали унікальні бронзові короновидні шарнірні шийні гривні. Також тут є стенд зі знаряддями праці Мезинської палеолітичної стоянки.
Зал етнографії побудований на колекційних показах експонатів різних верств населення нашого краю.
Крім них в музеї діє виставковий зал, у якому демонструються виставки «Вишивка та ткацтво» та «Грошові знаки» з фондів музею. Періодично виставляються вироби місцевих народних умільців.

### Експонати музею

Менський сотник Гнат Сахновський. Невідомий художник. XVIII ст. Олія, полотно.
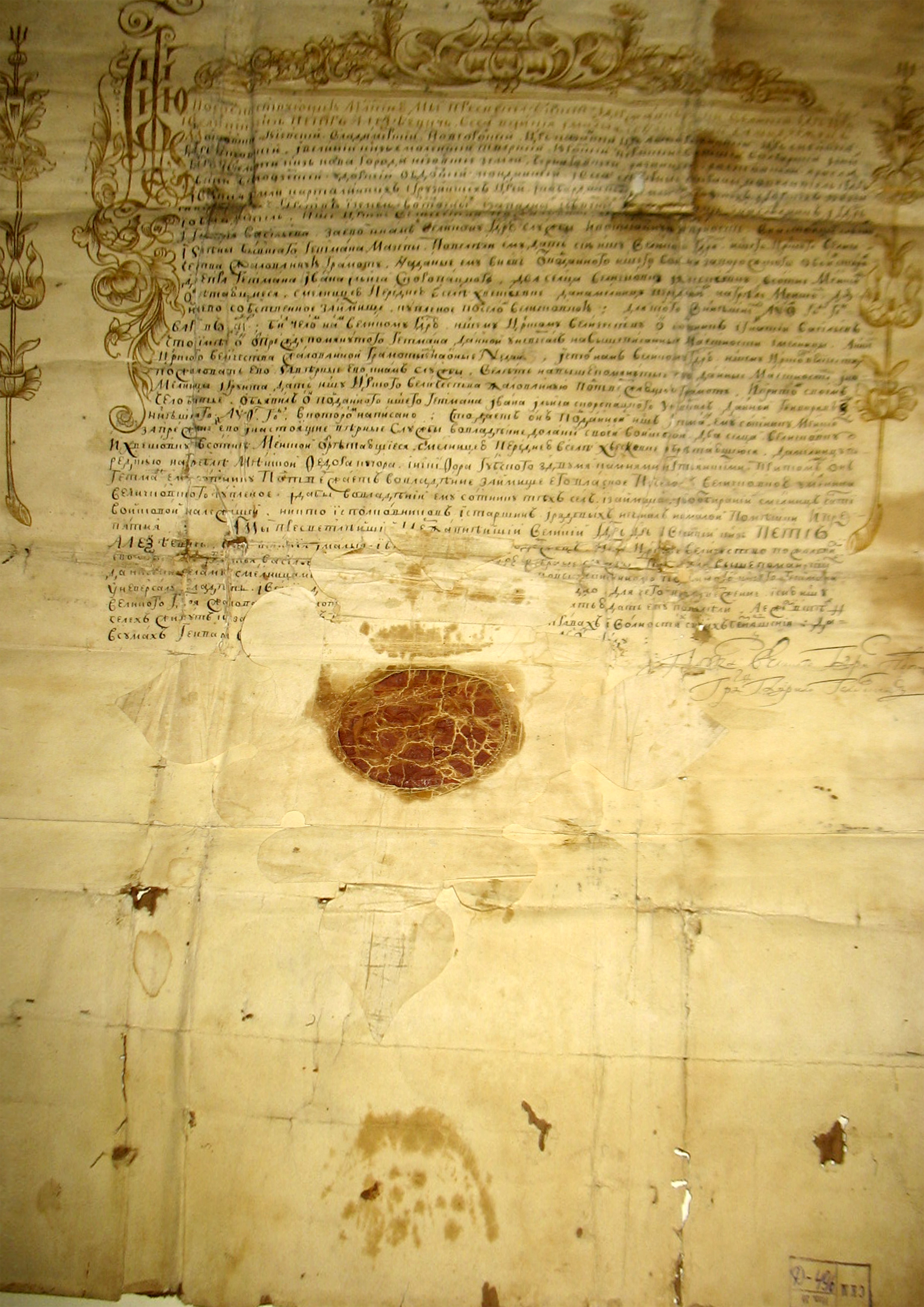
Грамота канцлера Гавриїла Головкіна, надана менському сотнику Гнату Сахновському в м. Суми 17 січня 1709 р.

## Будівля
Будинок в якому нині розміщується музей був побудований лікарем Щербаковим у 1870 році. З 1890 р. перейшов у власність князя Волконського. В 1899 р. будинок був капітально відремонтований, про що свідчить дата на металевій пркрасі при вході у будинок.
Останнім власником будинку був лікар П. В. Ольденборгер. Не витримавши революційних подій він покінчив з собою, а його дружина залишила будинок.      В 1971 році до будинку була зроблена добудова, в якій розміщені службові кабінети, фондосховища та виставковий зал.